# Lafões
Lafões ist eine Region und ein ehemaliger Kreis (Concelho) in der Região Centro, in Mittel-Portugal.
Der Kreis entstand im Zuge der Konsolidierung des unabhängigen Königreichs Portugal (1140) und erhielt 1514 Stadtrechte (Foral) durch König Manuel I. Sein Sitz war zwischen den Ortschaften Vouzela und São Pedro do Sul aufgeteilt. Namensgeber war das 1123 gegründete Kloster Lafões. 
Der seit 1695 unverändert bestandene Kreis wurde im Verlauf der Verwaltungsreformen nach der Liberalen Revolution 1822 im Jahr 1834 aufgelöst und in die Kreise Oliveira de Frades, Vouzela und São Pedro do Sul aufgespalten.
Als regionaler historischer Bezugspunkt blieb der Begriff bis heute erhalten, etwa in verschiedenen Ortsnamen, und insbesondere in der statistischen Subregion Dão-Lafões.